# Luiz Edson Fachin
Luiz Edson Fachin (Rondinha, 8 de febrero de 1958) es un jurista y magistrado brasileño. Fue abogado, profesor titular de derecho civil de la facultad de derecho de la Universidad Federal de Paraná (UFPR) y desde 16 de junio de 2015 es ministro del Supremo Tribunal Federal (STF).
Era el relator de la Operación Autolavado en el STF, sustituyendo el ministro Teori Zavascki, muerto en accidente aéreo en enero de 2017. Es también ministro efectivo del Tribunal Superior Electoral (TSE).

## Vida personal
Luiz Edson Fachin, cuyo padre era agricultor, y la madre, profesora, nació en Rondinha, Río Grande del Sur, en familia de pocas posesiones, que se cambió para Toledo, Paraná, cuando él tenía dos años de edad. A los 17 años, él se cambió a Curitiba para estudiar. En su sabatina por Senado Federal en 2015, Fachin declaró que tuvo una infancia de privaciones y una adolescencia difícil, habiendo vendido naranjas en las calles de la ciudad y pasajes en una estación rodoviária.
En torno a 1980, se casó con su amiga de facultad, Rosana Hube Amado Girardi Fachin, actualmente juez del Tribunal de Justicia de Paraná, con quien permanece casado hasta hoy. La pareja tiene dos hijas, la médica Camila y la abogada Melina, así como tres nietos: Bernardo, Flor y Bella.

## Carrera

### Abogacía
Fachin actuó como abogado desde 1980, cuando fundó la oficina Fachin Advogados Associados, hasta 2015, cuando fue indicado al cargo de ministro del Supremo Tribunal Federal. En su oficina, trabajó principalmente en casos de conflictos empresariales, sucessórios, ambientales, agrarios e inmobiliarios.
De 1982 a 1987, fue procurador jurídico del Instituto de Tierras, Cartografía y Florestas del Estado de Paraná. En 1985 fue procurador general del Instituto Nacional de Colonização e Reforma Agrária (INCRA).
También fue procurador del Estado de Paraná de 1990 hasta 2006.

### Actuación académica
Graduado en derecho por la Universidad Federal de Paraná (UFPR) en 1980, obtuvo los títulos de maestro y doctor por la Pontificia Universidad Católica de São Paulo (PUC/SP), defendiendo, en 1986 y 1991, respectivamente, la dissertação "Negocio jurídico y acto jurídico en sentido estricto: diferencias y semejanzas bajo una tipificação exemplificativa en el Derecho Civil brasileño" y la tesis "Paternidad presumida: del Código Civil brasileño a la jurisprudência del Supremo Tribunal Federal", ambas bajo la orientación del profesor José Manoel de Arruda Alvim Netto. Realizó post-doutorado en Canadá y fue profesor visitante de King's College (Reino Unido) e investigador invitado del Instituto Max Planck (Alemania).

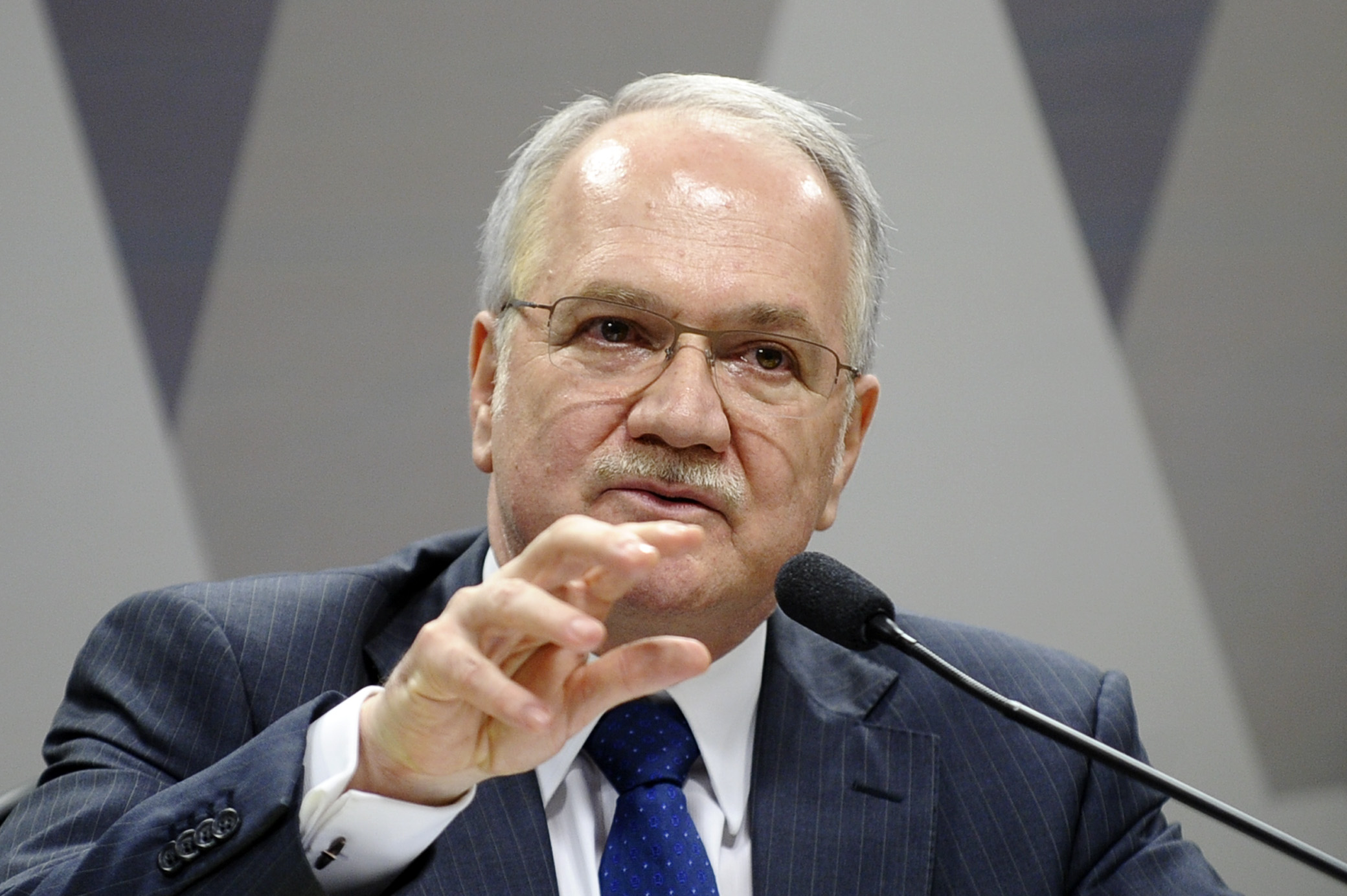
Luiz Edson Fachin en 2015

Habiendo ingresado como docente en la UFPR en 1991, fue uno de los profesores que capitanearon la implantación del doutorado en derecho en esa institución, teniendo, aún, creado el Núcleo de Estudio en Derecho Civil-Constitucional "Volcada de Copérnico" en 1996, contribuyendo para la llamada repersonalização del Derecho Civil brasileño. Se hizo profesor titular de derecho civil en 1999 y permaneció en el cargo hasta ser empossado ministro del STF en 2015, cuando pidió exoneración.
De entre las diversas contribuciones teóricas, se destacan el valor de las relaciones afetivas como criterio para atribuir la paternidad y la tesis del Estatuto Jurídico del Patrimonio Mínimo, esta última presentada para el Concurso de Profesor Titular de Derecho Civil de la UFPR en 1999.
Es miembro del Instituto de los Abogados Brasileños, de la Academia Brasileña de Derecho Constitucional y de la Academia Brasileña de Derecho Civil. Fachin es también profesor del curso de polvos-graduação de Derecho Civil Constitucional del Centro Universitario de Brasilia (UNICEUB).
Integró la comisión del Ministerio de la Justicia sobre la reforma del Poder Judicial y actuó como colaborador de Senado Federal en la elaboración del Código Civil Brasileño.

### Política
En 2003, Fachin firmó un manifiesto, con el entonces diputado Luiz Eduardo Greenhalgh y el jurista Fábio Konder Comparato, en favor del saludo, por el poder público, de la norma constitucional que prevé la expropiación, para fines de reforma agraria, de inmuebles rurales que incumplan la función social de la propiedad.
Por indicación de la Central Única dos Trabalhadores (CUT), integró la Comisión de la Verdad de Paraná. En 2010, firmó uno manifiesto, juntamente con otros juristas, en defensa del derecho del entonces presidente Lula de opinar sobre las elecciones.
En 29 de octubre de 2010, participó de un vídeo de campaña leyendo un manifiesto de juristas con declaraciones de apoyo a Dilma Rousseff, entonces candidata del Partido de los Trabajadores a la presidencia de la República.

## Supremo Tribunal Federal

### Indicación

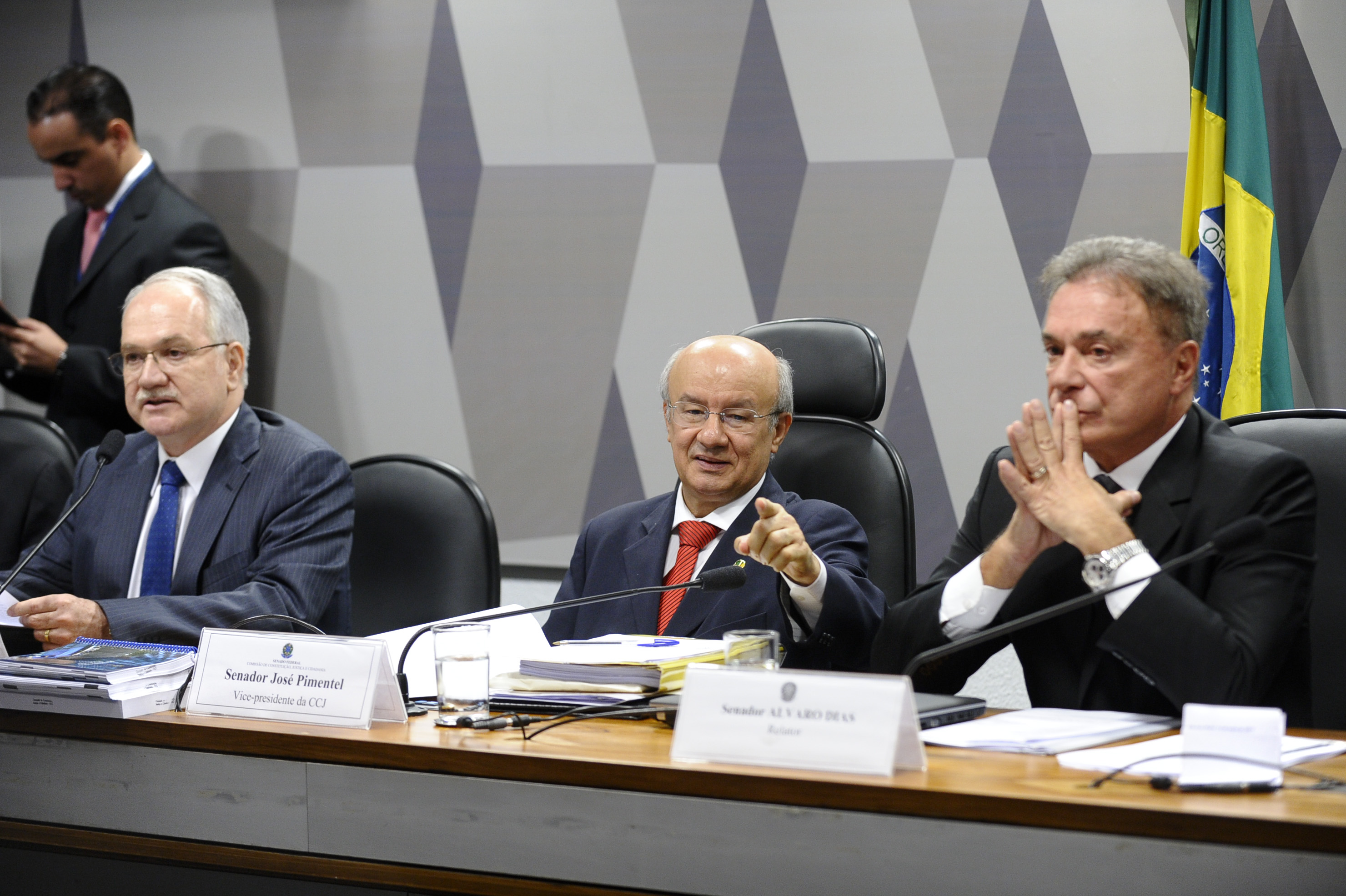
Reunión de la Comisión de Constitución, Justicia y Ciudadanía sobre la indicación de Fachin para el STF, en 12 de mayo de 2015.

En 14 de abril de 2015, Fachin fue propuesto por la presidenta Dilma Rousseff para el cargo de ministro del Supremo Tribunal Federal (STF), en la vacante que estaba abierta más de ocho meses, desde la jubilación de Joaquim Barbosa en 31 de julio de 2014.
Anteriormente, él había sido considerado como candidato para el cargo en seis ocasiones, la primera de las cuales en 2003, y tras ser preferido varias veces por el presidente Luiz Inácio Lula de Silva, declaró, en 2010, que aquella sería su última tentativa de asumir una vacante en el tribunal.
La indicación de Fachin recibió el apoyo de ministros del STF, como Luís Roberto Barroso, Marco Aurélio Mello y Ricardo Lewandowski, de los constitucionalistas Clèmerson Merlin Clève, Dalmo Dallari, Ives Gandra Martins, José Afonso de Silva, Lenio Streck y Paulo Bonavides, y también fue defendida por Beto Richa (PSDB), gobernador de Paraná, y Álvaro Días (PSDB), senador por Paraná y relator de la indicación en Senado Federal.
Dentro de Senado, sin embargo, la nominación encontró resistencia. El presidente del Senado, Renan Calheiros, cuando hube sido consultado informalmente por la presidenta de la República sobre la posibilidad de nominar Luiz Edson Fachin, ya había declarado que la nominación sería rechazada, debido a las posiciones políticas del jurista. Otras razones serían la defensa de Fachin en pro de la reforma agraria, disgustando senadores de la bancada ruralista, y en pro de la boda entre personas del mismo sexo, contrariando la bancada evangélica. Además, Fachin fue acusado por el senador Ricardo Ferraço (MDB-ES) y por la oposición (DEM y PSDB) de no tener reputación requerida, por haber ejercido la abogacía después de haber tomado posesión como procurador del Estado de Paraná en 1990, contrariando la Constitución del Estado de Paraná. Fachin se defendió comprobando no tener impedimento para abogacía en aquel momento, habiendo sido autorizado por la procuraduría y por la Orden de los Abogados de Brasil a compaginar la función de procurador con la abogacía privada, una vez que la Constitución Federal no prohíbe el ejercicio de ambas funciones y el pliego de su concurso preveía el impedimento de abogar contra la propia hacienda pública provincial.
Su comparecencia ante la Comisión de Constitución, Justicia y Ciudadanía (CCJ) del Senado, considerada la más difícil en décadas, duró cerca de 12 horas, siendo la más larga por la cual ya haya pasado un nominado al STF. Al final, la candidatura de Fachin fue aprobada por la CCJ con 20 votos favorables y 7 en contra, y la nominación prosiguió para ser votada por el pleno, donde, la semana siguiente, Fachin fue aprobado con 52 votos favorables y 27 en contra. El nombramiento fue publicado en el Diario Oficial de la Unión (DOU), edición del día 25 de mayo de 2015, y Fachin tomó posesión en 16 de junio.

### Relatoria de la Operación Autolavado
En 2 de febrero de 2017, fue seleccionado como relator de la Operación Autolavado en el Supremo Tribunal Federal (STF), en sustitución del ministro Teori Zavascki, muerto en un accidente aéreo en Paraty, en la costa sur fluminense.
Fachin fue el único ministro de la primera turma que pidió oficialmente la transferencia para segunda turma (donde tramitan las acciones) un día antes de ser escogido como relator de la Lava Jato. Según el STF, el software que realizó la distribución es programado para sortear procesos "de forma aleatoria y equilibrada", teniendo en cuenta sólo el número de autos sorteado a los ministros en las distribuciones recientes y sin considerar el stock de cada gabinete, a fin "hacer la distribución lo más equilibrada posible".
El 7 de febrero de 2017, en su estreno en la Operación de Autolavado, el ministro Edson Fachin negó el pedido de libertad del extesorero del Progressistas (PP), João Cláudio Genu, atrapado en la operación. En abril de 2017, homologó la denuncia galardonada del publicista João Santana y de la esposa de él, Mônica Moura. El mismo mes, la petición de la Procuraduría-General de la República, retiró el secreto de las denuncias de Odebrecht.
En octubre de 2019, votó a favor de la condena de Geddel Vieira Lima. Fachin consideró haber pruebas de que Geddel y Lúcio usaron el apartamento como forma de ocultar el origen del dinero.
En febrero de 2020, homologó la declaración ganadora de Sérgio Cabral.